# Tremont (Mississipi)
Tremont és una població dels Estats Units a l'estat de Mississipi. Segons el cens del 2000 tenia 390 habitants.

## Demografia
Segons el cens del 2000, Tremont tenia 390 habitants, 153 habitatges, i 111 famílies. La densitat de població era de 30,4 habitants per km².
Dels 153 habitatges en un 35,3% hi vivien nens de menys de 18 anys, en un 58,8% hi vivien parelles casades, en un 7,8% dones solteres, i en un 26,8% no eren unitats familiars. En el 24,8% dels habitatges hi vivien persones soles el 10,5% de les quals corresponia a persones de 65 anys o més que vivien soles. El nombre mitjà de persones vivint en cada habitatge era de 2,55 i el nombre mitjà de persones que vivien en cada família era de 3,04.
Per edats la població es repartia de la següent manera: un 25,1% tenia menys de 18 anys, un 10,5% entre 18 i 24, un 28,5% entre 25 i 44, un 23,8% de 45 a 60 i un 12,1% 65 anys o més.
L'edat mediana era de 34 anys. Per cada 100 dones de 18 o més anys hi havia 101,4 homes.
La renda mediana per habitatge era de 27.143 $ i la renda mediana per família de 35.341 $. Els homes tenien una renda mediana de 31.042 $ mentre que les dones 21.250 $. La renda per capita de la població era de 13.348 $. Entorn del 14,3% de les famílies i el 16,4% de la població estaven per davall del llindar de pobresa.

## Poblacions més properes
El següent diagrama mostra les poblacions més properes.